# Пивень, Николай Иванович
Николай Иванович Пивень (укр. Микола Іванович Півень; род. 29 мая 1949, Чистяково, Сталинская область) — украинский государственный деятель, депутат Верховной рады Украины I созыва (1990—1994).

## Биография
Родился 29 мая 1949 года в городе Чистяково (ныне Торез) Донецкой области в рабочей семье.
С 1966 года работал монтёром подземной связи шахтоуправления «Комсомольское» ПО «Торезантрацит». С 1968 года проходил службу в рядах Советской армии, с 1970 года был подземным электрослесарем, проходчиом шахтоуправления «Волынское» ПО «Торезантрацит». с 1973 года — учётчиком, бригадиром полевой бригады, заместителем председателя колхоза «Прогресс» Шахтёрского района Донецкой области. В 1975 году окончил Белоцерковский сельскохозяйственный институт по специальности «учёный-агроном».
С 1980 года являлся председателем колхоза имени 118 погибших коммунаров Шахтёрского района Донецкой области.
Был членом КПСС, избирался депутатом Донецкого областного совета.
В 1990 году в ходе первых альтернативных парламентских выборов в Украинской ССР был выдвинут кандидатом в народные депутаты трудовым трудовым коллективом колхоза имени 118 погибших коммунаров Шахтёрского района Донецкой области. 18 марта 1990 года во втором туре был избран народным депутатом Верховного совета Украинской ССР XII созыва (в дальнейшем — Верховной рады Украины I созыва) от Макеевского-Советского избирательного округа № 118 Донецкой области, набрал 71,69 % голосов среди 4 кандидатов. В парламенте входил в депутатскую группу «Земля и воля», был членом комиссии по вопросам социальной политики и труда. Депутатские полномочия истекли 10 мая 1994 года.
На парламентских выборах 1994 года выдвигался кандидатом в народные депутаты Верховной рады Украины II созыва, в первом туре получил 14,9 % голосов, занял третье место из 12 кандидатов, избран не был.
На парламентских выборах 2002 года выдвигался кандидатом в народные депутаты Верховной рады Украины IV созыва от Коммунистической партии Украины под № 140 в партийном списке, избран не был.
На парламентских выборах 2006 года выдвигался кандидатом в народные депутаты Верховной рады Украины V созыва от Коммунистической партии Украины под № 140 в партийном списке, избран не был.
Женат, имеет двоих детей.